# Львово (деревня, Кимовский район)
Львово — деревня в Кимовском районе Тульской области России.
В рамках административно-территориального устройства является центром Львовского сельского округа Кимовского района, в рамках организации местного самоуправления входит в сельское поселение Новольвовское.

## География
Расположена в 11 км к востоку от железнодорожной станции города Кимовска.
В 2 км к югу находится посёлок станции Львово и собственно железнодорожная станция Львово.

## Население
| 2002 | 2010 |
| ---- | ---- |
| 558  | ↘519 |

Население — 519 чел. (2010). 